# Pierre Soury-Lavergne
Pour les articles homonymes, voir Soury et Lavergne.
Pierre Soury-Lavergne (né le 19 novembre 1805 à Rochechouart, dans laHaute-Vienne) et mort le 15 mars 1882 dans la même ville) est un homme politique français.

## Biographie
Pierre Soury-Lavergne est le fils de Jean-Baptiste Soury-Lavergne, notaire et officier municipal, et Marie Fally. Après des études de droit, il est avocat et inscrit au barreau de Rochechouart.
En 1837, il épouse Virginie Périgord de Beaulieu, fille du maire. Il devient un grand propriétaire terrien après son mariage.
Il est nommé juge suppléant au tribunal de Rochechouart en 1850.
Soury-Lavergne est l'un des représentants de la Haute-Vienne à l'Assemblée nationale de 1871 à 1876, siégeant à l'extrême droite, avec les légitimistes. Il participe ainsi à la Réunion des Réservoirs. En parallèle il est membre du conseil général de 1871 à 1881.
Avec sa femme, il est engagé dans la philanthropie et le mécénat au niveau local, notamment auprès des institutions religieuses.
Il meurt dans la nuit du 14 au 15 mars 1882, dans sa ville natale à l'âge de 76 ans.